# Benthodesmus oligoradiatus
Benthodesmus oligoradiatus és una espècie de peix pertanyent a la família dels triquiúrids.

## Descripció
- Pot arribar a fer 51 cm de llargària màxima.
- Cos platejat amb les mandíbules i l'opercle negrosos.
- L'interior de la boca i de les cavitats branquials és de color negre.
- 31-34 espines i 68-74 radis tous a l'aleta dorsal i 2 espines i 64-67 radis tous a l'anal.
- 105-109 vèrtebres.[5][6]

## Hàbitat
És un peix marí i bentopelàgic que viu entre 0-1.000 m de fondària (18°N-3°S, 50°E-92°E) a les muntanyes submarines i el talús continental. Els joves són mesopelàgics entre 100 i 300.

## Distribució geogràfica
Es troba a l'Índic: el mar d'Aràbia i la badia de Bengala.

## Observacions
És inofensiu per als humans.